# 12e cérémonie des Phoenix Film Critics Society Awards
La 12e cérémonie des Phoenix Film Critics Society Awards, décernés par la Phoenix Film Critics Society, a eu lieu le 27 décembre 2011, et a récompensé les films réalisés dans l'année.

## Palmarès

### Meilleur film
- The Artist
  - La Couleur des sentiments (The Help)
  - The Descendants
  - Drive
  - Hugo Cabret (Hugo)
  - Minuit à Paris (Midnight in Paris)
  - My Week with Marilyn
  - Super 8
  - Le Stratège (Moneyball)
  - The Tree of Life

### Meilleur réalisateur
- Michel Hazanavicius pour The Artist
  - Woody Allen pour Minuit à Paris (Midnight in Paris)
  - Alexander Payne pour The Descendants
  - Martin Scorsese pour Hugo Cabret (Hugo)
  - Tate Taylor pour La Couleur des sentiments (The Help)

### Meilleur acteur
- Jean Dujardin pour le rôle de George Valentin dans The Artist
  - Michael Fassbender pour le rôle de Brandon Sullivan dans Shame
  - George Clooney pour le rôle de Matt King dans The Descendants
  - Gary Oldman pour le rôle de George Smiley dans La Taupe (Tinker, Tailor, Soldier, Spy)
  - Brad Pitt pour le rôle de Billy Beane dans Le Stratège (Moneyball)

### Meilleure actrice
- Elizabeth Olsen pour le rôle de Martha dans Martha Marcy May Marlene
  - Glenn Close pour le rôle d'Albert Nobbs dans Albert Nobbs
  - Viola Davis pour le rôle d'Aibileen Clark dans La Couleur des sentiments (The Help)
  - Meryl Streep pour le rôle de Margaret Thatcher dans La Dame de fer (The Iron Lady)
  - Michelle Williams pour le rôle de Marilyn Monroe dans My Week with Marilyn

### Meilleur acteur dans un second rôle
- Albert Brooks pour le rôle de Bernie Rose dans Drive
  - Kenneth Branagh pour le rôle de Laurence Olivier dans My Week with Marilyn
  - John Hawkes pour le rôle de Patrick dans Martha Marcy May Marlene
  - Jonah Hill pour le rôle de Peter Brand dans Le Stratège (Moneyball)
  - Christopher Plummer pour le rôle de Hal dans Beginners

### Meilleure actrice dans un second rôle
- Bérénice Bejo pour le rôle de Peppy Miller dans The Artist
  - Jessica Chastain pour le rôle de Celia Foote dans La Couleur des sentiments (The Help)
  - Bryce Dallas Howard pour le rôle de Hilly Holbrook dans La Couleur des sentiments (The Help)
  - Octavia Spencer pour le rôle de Minny Jackson dans La Couleur des sentiments (The Help)
  - Shailene Woodley pour le rôle d'Alex King dans The Descendants

### Meilleur jeune acteur
- Thomas Horn – Extrêmement fort et incroyablement près (Extremely Loud and Incredibly Close)
  - Asa Butterfield – Hugo Cabret (Hugo)
  - Joel Courtney – Super 8

### Meilleure jeune actrice
- Saoirse Ronan – Hanna
  - Elle Fanning – Super 8
  - Amara Miller – The Descendants
  - Chloë Moretz – Hugo Cabret (Hugo)

### Meilleure distribution
- Super 8
  - Mes meilleures amies (Bridesmaids)
  - Contagion
  - Margin Call
  - Minuit à Paris (Midnight in Paris)

### Meilleur espoir devant la caméra
- Thomas Horn – Extrêmement fort et incroyablement près (Extremely Loud and Incredibly Close)
  - Elle Fanning – Super 8
  - Elizabeth Olsen – Martha Marcy May Marlene
  - Shailene Woodley – The Descendants

### Meilleur espoir derrière la caméra
- Michel Hazanavicius – The Artist
  - Sean Durkin – Martha Marcy May Marlene
  - Tate Taylor – La Couleur des sentiments (The Help)

### Meilleur scénario original
- The Artist – Michel Hazanavicius
  - Beginners – Mike Mills
  - Minuit à Paris (Midnight in Paris) – Woody Allen

### Meilleur scénario adapté
- La Couleur des sentiments (The Help) – Tate Taylor
  - The Descendants – Alexander Payne, Nat Faxon et Jim Rash
  - Hugo Cabret (Hugo) – John Logan

### Meilleurs décors
- Hugo Cabret (Hugo)
  - The Artist
  - Harry Potter et les Reliques de la Mort – 2e partie (Harry Potter and the Deathly Hallows – Part 2)

### Meilleurs costumes
- The Artist
  - Hugo Cabret (Hugo)
  - Jane Eyre

### Meilleure photographie
- The Tree of Life – Emmanuel Lubezki
  - The Artist – Guillaume Schiffman
  - Hugo Cabret (Hugo) – Robert Richardson

### Meilleur montage
- The Artist – Anne-Sophie Bion et Michel Hazanavicius
  - Super 8 – Maryann Brandon et Mary Jo Markey
  - The Tree of Life – Hank Corwin, Jay Rabinowitz, Daniel Rezende, Billy Weber (en) et Mark Yoshikawa

### Meilleurs effets visuels
- Hugo Cabret (Hugo)
  - Harry Potter et les Reliques de la Mort – 2e partie (Harry Potter and the Deathly Hallows – Part 2)
  - La Planète des singes : Les Origines (Rise of the Planet of the Apes)

### Meilleures cascades
- Drive
  - Fast and Furious 5 (Fast Five)
  - Harry Potter et les Reliques de la Mort – 2e partie (Harry Potter and the Deathly Hallows – Part 2)

### Meilleure chanson originale
- "Life's A Happy Song" – Les Muppets, le retour (The Muppets)
  - "Star-Spangled Man" – Captain America: First Avenger (Captain America: The First Avenger)
  - "The Living Proof" – La Couleur des sentiments (The Help)
  - "I Believe in You" – Johnny English le Retour (Johnny English Reborn)

### Meilleure musique de film
- The Artist – Ludovic Bource
  - Extrêmement fort et incroyablement près (Extremely Loud and Incredibly Close) – Alexandre Desplat
  - Le Stratège (Moneyball) – Mychael Danna
  - Super 8 – Michael Giacchino

### Meilleur film en langue étrangère
- La piel que habito •  Espagne
  - Incendies •  Canada
  - À bout portant •  France

### Meilleur film d'animation
- Rango
  - Les Aventures de Tintin : Le Secret de La Licorne (The Adventures of Tintin)
  - Winnie l'ourson (Winnie the Pooh)

### Meilleur film documentaire
- À la une du New York Times (Page One: Inside the New York Times)
  - Félins (African Cats)
  - Super Cash Me (The Greatest Movie Ever Sold)
  - Le Projet Nim (Project Nim)

### Meilleur film familial en prises de vues réelles
- Les Muppets, le retour (The Muppets)
  - Hugo Cabret (Hugo)
  - L'Incroyable Histoire de Winter le dauphin (Dolphin Tale)
  - Nouveau Départ (We Bought a Zoo)

### Meilleur film passé inaperçu
- A Better Life
  - La Conspiration (The Conspirator)
  - Killing Fields (Texas Killing Fields)